# 西条バイパス

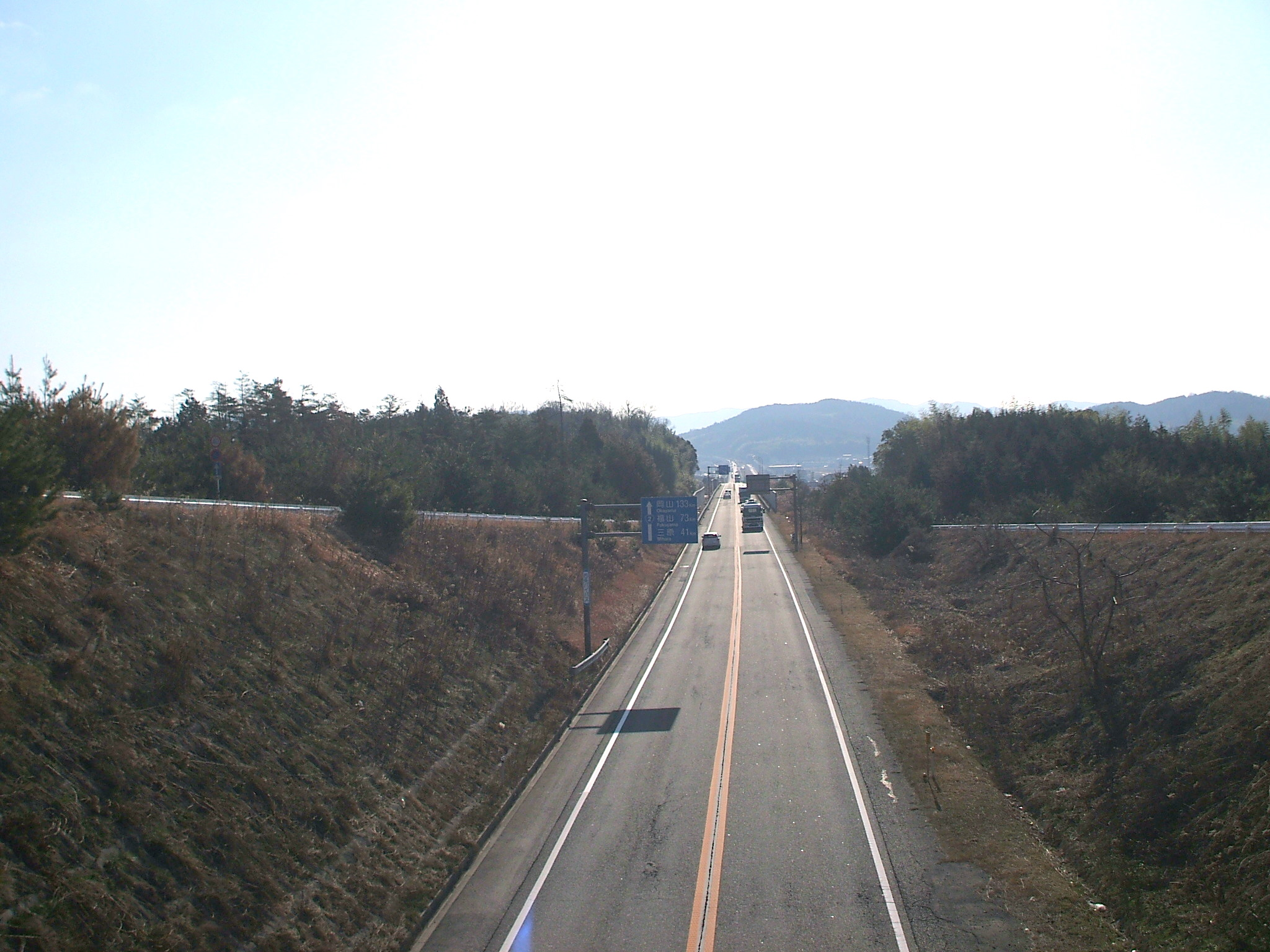
西条バイパス（七ツ池ランプ付近）

西条バイパス（さいじょうバイパス）は、広島県東広島市西条町から同市八本松町に至る延長11.3 kmの国道2号バイパスである。

## 概要
広島県東広島市街地（西条町内）の慢性的な交通混雑の解消および、交通安全の確保を目的として計画された。
全線にわたって原動機付自転車および125 cc以下の自動二輪車での通行が可能だが、早稲木交差点から終点までは七ツ池ランプを除き歩道が設置しておらず、道照交差点を除き、すべてインターランプ形式の立体交差であり自動車専用道路的な風格を有している。

### 路線データ
- 起点：東広島市西条町上三永（国道2号田万里バイパスと接続）
- 終点：東広島市八本松町宗吉（国道2号安芸バイパスと接続）
- 延長：11.3 km（バイパス部区間：8.5 km）
- 規格：第3種第1級
- 設計速度：80 km/h（現道拡幅区間：60 km/h）
- 制限速度：60 km/h（全線）
- 道路幅員
  - バイパス部区間：40.0 m
  - 現道拡幅区間：25.0 m
- 車線幅員：3.5 m
- 車線数：4車線（暫定2車線）
- 最高速度：60 km/h

現在、バイパス部区間の8.5 kmが暫定2車線で供用されている。

## 当該道路の位置関係
（福山・三原方面） - 田万里バイパス - 西条バイパス - 安芸バイパス - （広島・岩国方面）

## 歴史
- 1974年（昭和49年） : 事業化
- 1975年（昭和50年） : 下三永 - 宗吉（バイパス部区間）都市計画決定
- 1978年（昭和53年） : 用地着手
- 1980年（昭和55年） : 工事着手
- 1985年（昭和60年）12月 : （市）御薗宇上三永線 - ブールバール (2.6km) 暫定2車線供用
- 1987年（昭和62年）1月 : 上三永 - 下三永（現道拡幅区間）都市計画決定
- 1988年（昭和63年）3月 : ブールバール - （都）上寺家下見線 (L=0.9km) 暫定2車線供用
- 1993年（平成5年）4月 : （都）上寺家下見線 - 八本松町宗吉 (5.0km) 暫定2車線供用により、バイパス部区間の全線開通
- 2002年（平成14年）12月 : （都）田口下三永線との立体交差完成
- 2012年（平成24年）2月末 :  現道拡幅区間（上三永 - 下三永：2.8 km）の完成4車線供用
- 2023年（令和5年）3月19日 : 東広島バイパス・安芸バイパスが全線暫定2車線で開通し西条バイパスと接続[1]。
- 2023年度（令和5年度）: 「西条バイパス（下三永〜八本松）」として暫定2車線区間の4車線化が事業化[2]。

## 今後の見通し
- 暫定2車線で供用したものの交通量は交通容量を上回っており、また広島寄りの東広島バイパス開通に伴い更なる交通量増加が見込まれることから、国土交通省は現状2車線となっている9.2kmについて、2023年度に4車線化工事に着手する方針を固めた[3]。
- 多くの交差点が立体交差となっている中で、旧国道375号との交差点である道照交差点は平面交差となっていて渋滞の原因となっている。さらに前後の高架区間から見た際に底となることから、交差点前後の見通しが悪く、追突事故が多い。そこで、道照交差点の立体交差化工事が実施されており[4]、2024年度末に完成予定である[5]。

## 路線状況

### 道路施設

#### 道の駅
- 西条のん太の酒蔵（東広島市西条町寺家）[6][7][8]。

### 交通量
2005年度（平成17年度道路交通センサスより）
| 地点                                     | 台数   |
| ---------------------------------------- | ------ |
| 東広島市西条町下三永上組（現道拡幅部）   | 26,404 |
| 東広島市西条町御薗宇早稲木（バイパス部） | 21,549 |
| 東広島市西条町寺家切川（バイパス部）     | 25,633 |

## 地理

### 通過する自治体
- 広島県
  - 東広島市

### 交差する道路
路線名の特記がないものは市道。
| 交差する道路                                     | 交差する道路                          | 交差する場所         | 交差する場所         | 大阪から (km) | 備考                                                                  |
| ------------------------------------------------ | ------------------------------------- | -------------------- | -------------------- | ------------- | --------------------------------------------------------------------- |
| 国道2号（田万里バイパス）福山・三原方面          |                                       |                      |                      |               |                                                                       |
| E75 東広島呉自動車道 1 上三永IC                  | 県道330号上三永竹原線                 | 仁賀口               | 仁賀口               | 294.5         | 北緯34度24分00秒 東経132度47分55秒 / 北緯34.399951度 東経132.798517度 |
|                                                  | -                                     | 上三永（東）         | 上三永（東）         | 294.7         |                                                                       |
|                                                  |                                       | 上三永               | 上三永               | 295.0         |                                                                       |
|                                                  |                                       | 下三永（東）         | 下三永（東）         | 295.7         |                                                                       |
|                                                  |                                       | 三永小学校入口       | 三永小学校入口       | 296.6         |                                                                       |
|                                                  |                                       | 下三永               | 下三永               | 297.3         |                                                                       |
| -                                                | 県道331号下三永吉川線                 |                      |                      | 297.5         |                                                                       |
|                                                  | 県道32号安芸津下三永線                | 東広島駅入口（北）   | 東広島駅入口         | 297.8         |                                                                       |
| 御薗宇上三永線（旧国道2号）                      | -                                     | 早稲木（東）         | 早稲木（東）         | 298.4         |                                                                       |
|                                                  |                                       | 早稲木               | 早稲木               | 298.7         |                                                                       |
| 国道375号（御薗宇バイパス）                      | 国道375号（御薗宇バイパス）           | 御薗宇               | 御薗宇               | 299.3         |                                                                       |
| 土与丸御薗宇線（旧国道375号）                    | 土与丸御薗宇線（旧国道375号）         | 道照                 | 道照                 | 300.3         | 北緯34度24分38秒 東経132度44分30秒 / 北緯34.410449度 東経132.741566度 |
| 県道195号西条停車場線（ブールバール）            | 県道195号西条停車場線（ブールバール） | 御薗宇ランプ         | 御薗宇ランプ         | 300.9         |                                                                       |
| 県道332号吉川西条線                              | 県道332号吉川西条線                   | 下見（北）           | 下見（南）           | 301.9         | 福山・三原方面出入口                                                  |
|                                                  |                                       | 中央中学校入口（北） | 中央中学校入口（南） | 302.2         | 側道のみ                                                              |
|                                                  |                                       | 前谷（北）           | 前谷（南）           | 303.2         | 広島・岩国方面出入口                                                  |
| 前谷磯松線                                       | 前谷磯松線                            |                      |                      | 304.8         | 道の駅西条のん太の酒蔵設置                                            |
| 県道67号馬木八本松線                             | 県道67号馬木八本松線                  | 七ツ池               | 七ツ池               | 305.7         | 福山・三原方面出入口                                                  |
| 国道2号（現道） 国道486号 県道83号志和インター線 | -                                     | 八本松西IC           | 八本松西IC           | 306.8         | 北緯34度26分53秒 東経132度39分58秒 / 北緯34.448175度 東経132.666200度 |
| 国道2号（安芸バイパス）広島方面                  |                                       |                      |                      |               |                                                                       |